# Jardin Hans-et-Sophie-Scholl
Le jardin Hans-et-Sophie-Scholl est un espace vert municipal du 17e arrondissement de Paris, situé au 20, boulevard du Bois-le-Prêtre. 

## Situation et accès

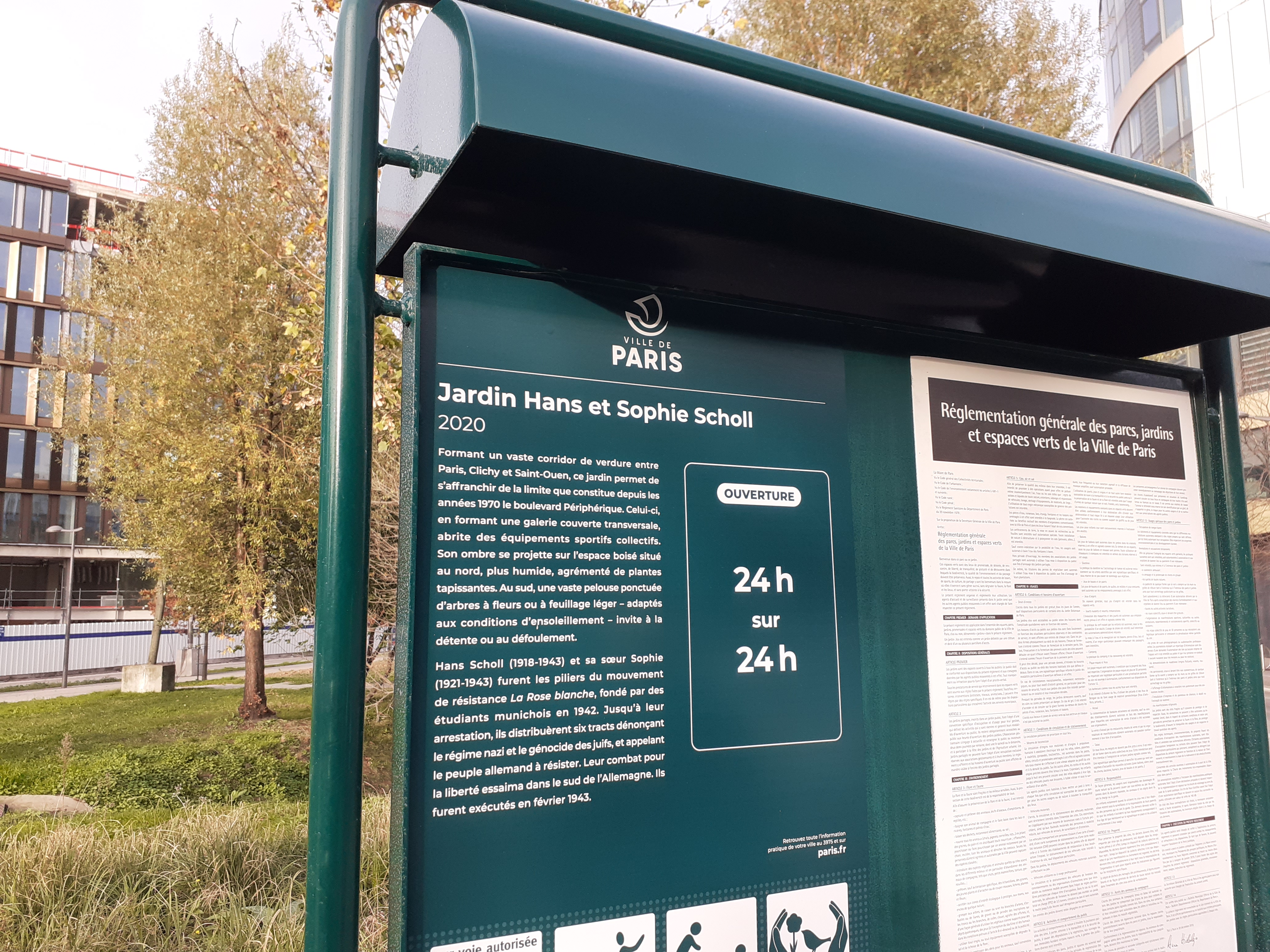
Entrée du Jardin Hans et Sophie Scholl.

Ouvert en 2020, il se situe au centre de la place Pouchet, entre le boulevard du Bois-le-Prêtre, la rue Floréal et la rue Hélène-et-François-Missoffe, face à la rue Andrée-Putman et à la tour Bois-le-Prêtre.
Le jardin est desservi à distance par la ligne 3b du tramway d'Île-de-France.

## Origine du nom
Il doit son nom à Hans Scholl et Sophie Scholl, frère et sœur, membres du réseau La Rose blanche de la Résistance allemande au nazisme, exécutés en 1943.